# Білінські (герб)
Білінські (пол. Biliński) — шляхетський герб, різновид герба Сас.

## Опис герба
Опис з використанням принципів блазонування, запропонованих Альфредом Знамеровським:
У блакитному полі над золотим півмісяцем, на кутах якого по шестикутній червоній зірці, срібна стріла вістрям вгору.
В клейноді п'ять страусиних пір'їн, що пробиті в перев'яз зліва срілою вістрям донизу. Намет блакитний (синій), підбитий золотом.

## Найбільш ранні згадки
Герб з'являється вперше в німецьких гербовниках Зібмахера (1854-94) і Гефнера (1864).

## Роди
Тадеуш Гайль називає дві родини власників герба: Білінські (Biliński) і Гур (Hur). 
Відомі носії цього герба включають:
- Леон Білінський — президент  університету Яна Казимира у Львові, міністр фінансів Цислейтанії.
- Анна Білінська-Богданович — художниця
- Яніна Білінська-Морцінек — художниця